# Лещинская, Йоанна
Йоанна Лещинская (пол. Joanna Leszczyńska; род. 18 декабря 1988, Варшава), в замужестве Хентка (пол. Hentka) — польская гребчиха, выступавшая за сборную Польши по академической гребле в период 2007—2017 годов. Бронзовая призёрка летних Олимпийских игр в Рио-де-Жанейро, обладательница бронзовой медали чемпионата мира, серебряная и бронзовая призёрка чемпионатов Европы, победительница и призёрка многих регат национального значения.

## Биография
Йоанна Лещинская родилась 18 декабря 1988 года в Варшаве, Польша. Заниматься академической греблей начала в 2002 году, проходила подготовку в столичном гребном клубе WTW.
Впервые заявила о себе в гребле в 2007 году, когда вошла в основной состав польской национальной сборной и дебютировала в Кубке мира, в частности на этапе в Амстердаме заняла восьмое место в зачёте распашных рулевых восьмёрок. Также в этом сезоне была пятой на молодёжном мировом первенстве в Глазго.
В 2008 году в восьмёрках выиграла серебряную медаль на молодёжной регате в Бранденбурге, выступила на чемпионате Европы в Афинах, где показала на финише пятый результат.
В 2009 году в той же дисциплине взяла бронзу на молодёжном мировом первенстве в Рачице, тогда как на взрослых мировом первенстве в Познани и европейском первенстве в Бресте стала шестой и пятой соответственно.
На чемпионате Европы 2010 года в Монтемор-у-Велью была в восьмёрках шестой.
В 2011 году в восьмёрках получила бронзу на этапе Кубка мира в Гамбурге, заняла шестое место на европейском первенстве в Пловдиве, в то время как в парных четвёрках оказалась восьмой на мировом первенстве в Бледе.
Благодаря череде удачных выступлений удостоилась права защищать честь страны на летних Олимпийских играх 2012 года в Лондоне, однако попасть здесь в число призёров не смогла — в программе парных четвёрок квалифицировалась лишь в утешительный финал B и расположилась в итоговом протоколе соревнований на восьмой строке. Кроме того, в этом сезоне добавила в послужной список бронзовую медаль, выигранную на чемпионате Европы в Варезе. За это выдающееся достижение по итогам сезона была награждена серебряным Крестом Заслуги.
В 2013 году побывала на чемпионате мира в Чхунджу, откуда привезла награду бронзового достоинства, выигранную в парных четвёрках. При этом на чемпионате Европы в Севилье заняла итоговое пятое место.
На мировом первенстве 2014 года в Амстердаме стала восьмой.
В 2015 году взяла бронзу на домашнем чемпионате Европы в Познани, тогда как на чемпионате мира в Эгбелете показала в главном финале четвёртый результат.
Выиграв серебро на европейском первенстве в Бранденбурге и одержав победу на двух этапах Кубка мира, благополучно прошла отбор на Олимпийские игры 2016 года в Рио-де-Жанейро. В составе парного четырёхместного экипажа, куда также вошли гребчихи Мария Спрингвальд, Агнешка Кобус и Моника Цячух, финишировала в главном финале третьей позади команд из Германии и Нидерландов — тем самым завоевала бронзовую олимпийскую медаль.
После Олимпиады Лещинская осталась в составе гребной команды Польши и продолжила принимать участие в крупнейших международных регатах. Так, в 2017 году в парных двойках она заняла пятое место на чемпионате Европы в Рачице.